# Afonso II do Congo
Afonso II (1632 - 1669) foi o Manicongo do Reino do Congo apenas em São Salvador pelo breve período de um mês; entre novembro e dezembro de 1665.

## Biografia
Afonso era marido de Dona Ana Afonso de Leão, irmã do rei D. Garcia II. Ele reivindicou o trono após a morte de D. António I na Batalha de Ambuíla e posterior devastação de São Salvador pelas mãos dos portugueses.  
Ele foi apoiado pelo príncipe de Soio, tornando-se o manicongo (rei), apenas em São Salvador. A casa de Quinzala não reconheceu a proclamação do rei, por isso promove uma invasão á São Salvador e depõem D. Afonso, que foge com um grupo de seguidores para Incondo, margens de Ambriz, onde vivem até 1669 ainda reivindicando o trono. Após seu curto reinado deu-se início a Segunda Guerra Civil do Congo, a mais devastadora de sua história. 
Ele assumiu como nome de D. Afonso II sem saber que já havia um outro rei com este nome em 1561, mas que assim como ele reinou por menos de um mês. 